# 埃布尔·穆佐雷瓦
埃布尔·滕德卡伊·穆佐雷瓦（1925年4月14日—2010年4月8日），津巴布韦政治家、津巴布韦浸信會會督，曾在1978年与伊恩·史密斯的《内部解决》至1979年《兰开斯特宫协定》签订期间任津巴布韦罗得西亚总理，为期数月。